# Pablo Pasache
Pablo Pasache, né le 1er février 1915 et mort à une date inconnue, est un footballeur péruvien naturalisé chilien qui évoluait au poste de milieu de terrain.
Il a la particularité d'avoir été international avec les sélections péruvienne (1938-1942) et chilienne (1941).

## Biographie

### Carrière en club
Pablo Pasache commence sa carrière au sein du Deportivo Municipal à la fin des années 1930 et remporte le championnat du Pérou en 1938, qui plus est le premier titre du club.
En 1940, il s'expatrie au Chili afin de jouer pour le Deportes Magallanes mais revient au Pérou et s'enrôle à l'Universitario de Deportes où il est sacré champion deux fois d'affilée en 1945 et 1946,.
Il termine sa carrière au club qui l'a vu naître, le Deportivo Municipal, au sein duquel il remporte un nouveau championnat du Pérou en 1950.

### Carrière en sélection
International péruvien à dix reprises entre 1938 et 1942 (aucun but marqué), Pablo Pasache dispute les championnats sud-américains de 1939 à Lima (où le Pérou est sacré champion à domicile) et 1942 à Montevideo.
Il a l'occasion d'honorer une sélection avec le Chili le 9 janvier 1941, face à l'Argentine (défaite 2-5), dans le cadre de la Copa Presidente de Argentina, un tournoi amical opposant ces deux équipes sud-américaines.

## Palmarès

### En club
| Universitario de Deportes - Championnat du Pérou (2) : - Champion : 1945 et 1946. |  | Deportivo Municipal - Championnat du Pérou (2) : - Champion : 1938 et 1950. |

### En équipe nationale
Pérou
- Championnat sud-américain (1) :
  - Vainqueur : 1939.
- Jeux bolivariens (1) :
  - Vainqueur : 1938.